# Brulleia melanocephala
Brulleia melanocephala är en stekelart som beskrevs av Szepligeti 1904. Brulleia melanocephala ingår i släktet Brulleia och familjen bracksteklar. Inga underarter finns listade.